# Баев, Олег Яковлевич
Оле́г Я́ковлевич Ба́ев (28 июня 1941, Воронеж —  5 октября 2017, там же) — советский и российский учёный-криминалист, заслуженный деятель науки РФ (2000), доктор юридических наук, профессор, член РАЕН (2003-2017).

## Биография
Родился 28 июня 1941 года в Воронеже . В 1958 году поступил и в 1964 окончил юридический факультет Воронежского государственного университета.
С 1962 года по 1973 года работал следователем прокуратуры СССР в Калужской и Воронежской областях, затем перешёл на научно-преподавательскую работу.
В 1976 году в Белорусском государственном университете им. В. И. Ленина защитил кандидатскую диссертацию на тему «Криминалистическая тактика и уголовно-процессуальный закон». В 1985 году в Ленинградском государственном университете защитил докторскую диссертацию по специальности 12.00.09 (уголовный процесс, криминалистика и судебная экспертиза; оперативно-розыскная деятельность) на тему «Конфликтные ситуации на предварительном следствии и криминалистические средства их предупреждения и разрешения». В 1987 году присвоено звание профессора.
6 мая 2000 года  «за заслуги в научной деятельности» присвоено почётное звание «заслуженный деятель науки Российской Федерации».
Много лет возглавлял кафедру криминалистики Воронежского государственного университета.
Руководил крупной адвокатской конторой «Баев и партнёры».
Автор и соавтор более 200 научных работ.
Научный консультант 3 докторов юридических наук:
и 30 кандидатов юридических наук:
Похоронен на аллее почётных граждан Коминтерновского кладбища города Воронеж.

## Основные труды
1. Криминалистическая тактика и уголовно-процессуальный закон, Воронеж, 1977, 7 п.л.
2. Конфликты в деятельности следователя (вопросы теории). Воронеж, 1981, 7 п.л.
3. Общественные и личные интересы в уголовном судопроизводстве. Воронеж, 1984, 9,6 п.л. (в соавт. с Л. Д. Кокоревым и др.).
4. Расследование отдельных видов преступлений. Воронеж, 1986, 12 п.л. (в соавт. С А. Одиноких и др.).
5. Уголовно-процессуальные акты. Воронеж, 1991, 12 п.л. (в соавт. с Л. Д. Кокоревым и др.).
6. Расследование отдельных видов преступлений. Изд. 2, испр. и доп. М., 1995, 12 п.л. (в соавт. с А. Г. Филипповым и др.).
7. Тактика следственных действий. Изд. 2, испр. и допол. Воронеж, 12 п.л.
8. Руководство для следователей. / под ред. Н. А. Селиванова, В. А. Снеткова. М., 1997. 30 п.л. (в соавт. с Н. А. Селивановым и др.).
9. Расследование преступлений против личности. Воронеж, 1997 (в соавт. с В. В. Трухачевым и др.).
10. Современное государство и правовые системы: итоги развития и перспективы. Воронеж, 1999, 35 п.л. (в соавт. с Ю. Н. Стариловым и др.).
11. Комментарий к Уголовному кодексу Российской Федерации. М. 3 издания: 2002, 2003, 2004 гг. — 74, 1 п.л. (в соавт. с Ю. А. Спициным и др.).
12. Руководство по расследованию преступлений. М., 2002, 46 п.л. (в соавт. с А. В. Гриненко и др.).
13. Криминалистика. Сборник задач и заданий. М., 2001, 10 п.л. (в соавт. с В. В. Трухачевым и др.).
14. Основы криминалистики. Курс лекций. М., 2001, 15 п.л.
15. УПК РФ 2001 г.: достижения, лакуны, коллизии; возможные пути заполнения и разрешения последних. Воронеж, 2002, 3,75 (в соавт. с М. О. Баевым).
16. Комментарий к УПК РФ. М., 2003, 56 п.л. (в соавт. Д. А. Солодовым и др.).
17. Основы криминалистики. Курс лекций, изд. 2-е, пер. и допол. М, 2003,16,8 п.л.
18. Тактика уголовного преследования и профессиональной защиты от него. Следственная тактика. М., 2003, 18,6 п.л.
19. Тактика уголовного преследования и профессиональной защиты от него. Прокурорская тактика. Адвокатская тактика. М., 2005, 18 п.л. (в соавт. с М. О. Баевым).
20. Руководство для следователей / под ред. В. В. Мозякова М., 2005, 79,8 п.л. (в соавт. с Б. Д. Завидовым и др.; авт. 4 п.л.).
21. Прокурор как субъект уголовного преследования. М., Изд-во Юрлитинформ. 2006, 9 п.л.
22. Уголовно-процессуальное исследование преступлений: система и её качество. М. изд-во Юрлитинформ, 2007, 12,5 п.л.
23. Уголовное право России. Особенная часть. Учебник/ под ред. О. Г. Ковалева. М, изд-во «Дашков и К*», 2007 (в соавт.; авт. 2,5 п.л.)
24. Тактика уголовного преследования и профессиональной защиты от него. М., изд-во «Экзамен», 38 п.л. С грифом учебного пособия для вузов МВД РФ.
25. Основы криминалистики. Авторский курс лекций. Изд. 3-е. Воронеж, Изд-во «Истоки», 2008, 18,6 п.л.
26. Основы методики уголовного преследования и профессиональной защиты от него. Научно-практическое пособие. М., Изд-во «Эксмо», 2009, 25 п.л.
27. Основы криминалистики. Курс лекций. 3-е издание, пер. и доп. М, Изд-во «Эксмо», 2009, 18 п.л.
28. Посягательства на доказательственную информацию и доказательства в уголовном судопроизводстве (правовые и криминалистические средства предупреждения, пресечения и нейтрализации последствий: проблемы и возможные решения) М., Изд-во «Юрлитинформ», 2010, 27 п.л.